# Світ (альбом)
«Світ» — четвертий студійний альбом гурту Мандри, випущений в травні 2011 року.
Новий альбом групи «Мандри» — результат творчих пошуків та трирічної роботи музикантів у студії, відкриває нову сторінку в концептуальній та стилістичній естетиці колективу. Основний настрій альбому можна назвати лірико-драматичним, а сам альбом — концептуальним, експериментальним та неочікуваним. Для багатьох поціновувачів творчості групи буде цікаво відкрити для себе абсолютно нові «Мандри». В запису альбому, окрім постійних учасників групи, брали участь як запрошені музиканти багато яскравих творчих особистостей із світу української музики: вокалістка гурту «ДримбаДаДзиґа» — Інна Прокопчук, лідер хард-рок гурту «WHITE» — Олег Шевченко, аранжувальник та композитор — Олег Харітонов.
Цей альбом — дорослий погляд на світ, в якому ми живемо…

## Композиції
| #   | Назва             | Тривалість |
| --- | ----------------- | ---------- |
| 1.  | «Сонце»           | 4:59       |
| 2.  | «Jun Jah La le»   | 4:49       |
| 3.  | «Три пляшка пива» | 4:40       |
| 4.  | «Будемо разом»    | 3:58       |
| 5.  | «Ніч»             | 4:59       |
| 6.  | «Спогади»         | 3:02       |
| 7.  | «Зірки»           | 6:04       |
| 8.  | «Світ»            | 4:41       |
| 9.  | «Лелеки»          | 5:18       |
| 10. | «Проміння»        | 5:30       |

## Музиканти
1. Фома — вокал, гітара, сопілка, бек-вокал.
2. Льоня Белєй — акордеон, синтезатор, гітара, бек-вокал.
3. Сергій Чегодаєв — бас-гітара, бек-вокал.
4. Андрій Занько — ударні, бек-вокал.
5. Салманов Салман Мамед Огли — перкусія, бек-вокал.